# Nagypél
Nagypél (románul Pilu) falu Romániában Arad megyében.

## Fekvése
Kisjenőtől 15 km-re északnyugatra az országhatár mellett fekszik.

## Története
1283-ban Pyl néven említik először. A 13. században két Pél falu alakult ki itt Nemespél és Vámospél, később az előbbiből lett Kispél, utóbbiból pedig Nagypél. Nyugati határában feküdt egykor Kispél falu, mely 1596-ban pusztult el. Nagypél 1334-ben egyházas hely volt. A magyarok lakta falu a 16. század végén néptelenedett el. A magyarok helyére a 17. századtól románok települtek be.
1910-ben 1932, többségben román lakosa volt, jelentős magyar kisebbséggel. A trianoni békeszerződésig Arad vármegye Eleki járásához tartozott. 1992-ben Gyulavarsánddal együtt 1861 lakosából 1622 román, 173 magyar, 60 cigány és 4 német volt.

## Nevezetességei
A településtől keletre halad el a szarmaták által 324 és 337 között épített, az Alföldet körbekerülő Csörsz-árok vagy más néven Ördögárok nyomvonala.